# 라흐티 L-35
라흐티 L-35(핀란드어: Lahti L-35)는 아이모 요하네스 라흐티가 개발한 핀란드의 반자동 권총이다. 겨울 전쟁, 제2차 소련-핀란드 전쟁에서 주로 사용되었고 1952년까지 핀란드군 제식권총으로 운용되었으며, 1980년대에 핀란드에서 FN HP/-DA로 교체되기까지, 스웨덴에서 글록 17로 교체되기까지 군용으로 사용되었다. 핀란드 VKT(핀란드어: Valtion Kivääritehdas, 국립 총기공장)에서 9500정, 스웨덴 후스크바르나 바펜파브리크(스웨덴어: Husqvarna Vapenfabrik)에서 약 110,000정이 생산되었다.

## 역사
초창기 개발 당시 라흐티는 군의 요구에 권총을 개발할 준비를 하고 있었지만, 그가 전에 개발한 라흐티-살로란타 M/-26 기관총의 대량생산을 지도하고 있던 중이었으므로 권총을 개발할 여력이 없었다. 그러나 오히려 이것은 결과적으로 시간을 확보하게 되면서 L-35가 더욱 성능이 좋게 설계되는 계기가 되었다. 1929년 가을, 라흐티는 L-35 최초의 프로토타입을 헬싱키 병기기술 병참본부에서 생산했는데, 이 권총은 L-29로 명칭되었다. 그러나 L-29에 사용될 9mm 파라볼럼탄은 곧 개발될 수오미 기관단총에 전량을 전적으로 사용하는 것이 더 적합했으므로 일단 '미래 대량생산형'으로 유보되었다. L-29 프로토타입은 현재도 남아있으며 총 6,100번 발사한 실험 결과가 남아있다. L-29 권총의 특징을 보면 다음과 같다.
- 잔고장이 별로 없는 간단한 구조. 즉 신뢰성이 충분하게 입증.
- 분해와 재조립의 평이함과 간단함.
- 혹한 속에서 사용시 발생하는 제약점 보완.
- 총구가 다른 권총에 비해 넓었기 때문에 매커니즘을 9mm 파라볼럼탄으로 사용할 수 있었고 50m까지 발사 가능.

1931년 라흐티는 L-29 개선형의 청사진을 구체화했는데, 주요 개선은 L-29 권총 개발에서 드러난 몇몇 주요 기술적 문제 해결과 파라볼럼탄 사용으로 인한 구조적 결함, 대량 생산 문제 등이었다. 이를 바탕으로 라흐티는 L-31 권총을 제작했지만 테스트에서는 구조적으로 심각한 결함이 발견되었다. 그래서 이 권총 개발은 취소되었고 비공식적인 L-35 전신으로 남아 있다. 라흐티는 다시 전체적으로 설계를 개량해 L-29/35를 개발했는데, 이것이 L-35 권총이다. L-35와 L-29의 차이점은 유선의 모양과 각진 볼트의 변경, 그리고 새로 안전장치가 추가되었다는 점이었다. 그런데 시범 운용에서 발사자들은 1.권총이 너무 무겁다는 점 2. 트리거풀 하중이 너무 세 정조준 발사가 매우 불안정하다는 것. 3.권총의 매카니즘을 완전자동으로 수정해야 한다는 요구 등을 제기했다. 이러한 요구를 수응해 부분개량을 하여 1935년 6월 생산허가를 받았다. 이때까지 트리거풀 하중은 줄어들었지만 9mm 파라볼럼탄 사용으로 인해 권총 부피가 커지면서 한손으로 들고 발사하기엔 상당히 무거운 무게였으며 매커니즘도 그대로였다.
1936년 1월 28일 VKT로 핀란드 육군이 2,500정을 처음으로 수령했는데 당시 권총 한 정당 생산비는 650 마르카였다. 1937년 2월부터 VKT에서 L-35가 대량양산 체제에 본격적으로 돌입했으나, 이 사이에 실시된 테스트에서 그립을 목재로 제작하면 물이나 눈에 흠뻑 젖을 때 부풀수 있다는 점이 드러났고 이때문에 그립을 목재에서 금속으로 교체하느라 디자인이 변형되어 대량생산이 다시 지연되었다. 1938년 수정본이 제출되었을 때 권총 한 정당 1,290 마르카로 거의 두 배 가까이 생산비가 증가했다.

1938년 7월에 핀란드 육군은 전에 하청했던 2,500정을 취소하고 대신 7,642정으로 새로 갱신해 추가하청을 했다. 당시 계획은 1개월 동안 300정의 권총을 생산하는 것이었지만 L-35 구조 재테스트로 인해 계획보다 더 연기되었고, 1939년 3월에 가서야 28정의 L-35가 시범적으로 육군에서 운용되기 시작했다. 이후 겨울전쟁과 제2차 소련-핀란드 전쟁을 거치며 L-35는 핀란드에서 9,500정이 생산되었고 1980년대까지 사용되었다.
한편 1940년에 스웨덴군에서 L-35에 라이센스를 구매해 후스크바르나 바펜파브리크에서 L-35/M40을 생산했다. M40은 지나친 단순화와 총기에 조잡한 금속을 사용한 것 때문에 발사 도중 금이 가는 현상까지 발생했으며 결과적으로 L-35보다 신뢰성이 낮았다. 스웨덴군은 M40을 1980년대까지 운용하기는 했지만 문제가 너무 심각해 당시 스웨덴군에서 M40 전량이 회수되고 비상 수단으로 M1907 권총을 사용했을 정도였다. 이 사태 후에, 1990년대부터 스웨덴 육군은 글록 17 권총(스웨덴군 제식명칭 M88B) 을, 스웨덴 공군은 글록 19를 제식권총으로 채택해 사용하였다. M40은 1940년부터 1946년동안 110,000정이 생산되었다. M40과 L-35의 구조상 차이점은 다음과 같다.
- M40이 방아쇠가 더 크고
- 약실에 실탄이 장전되어 있는지 표시되는 장치(Loaded Chamber Indicator) 가 제거되었다.
- 볼트 가속기를 제거해 안정성 감소가 극대화되었다.
- 권총을 붙들어주는 혁대가 견착식 개머리판과 홀스터를 장착할 목적으로 짧아졌다.

## 개발형
- 0식 : 1938년 테스트 개발형. 일련 번호 1006-1104.
- 1식 : 본격적인 양산형. 생산이 계속 지연되어서 겨울 전쟁이 발발하고 나서야 수령되었다. 약 2,600정이 제작되었으며, 첫 1,000정이 1940년의 3월 중순에 보급되었고 1,500정이 1941년 6월에 재차 보급되었으며, 일련 번호는 1100-3700번이다.
- 2식 : 1941-1942년에 약 1,000정이 생산되었다. 일련 번호 3700-4700.
- 3식 : 약 2,000정이 생산되었다. 일련 번호는 대략 3700-5800이며 1944년 봄에 보급되었다. 1944년 소련과의 휴전으로 부품 생산이 중단되어 여분의 부품으로 1945년까지 1000정이 더 생산되었다. 일련번호 5800-6800. 핀란드 육군으로 수령된 마지막 L-35 권총은 일련번호 6731 이었다.
- 4식 : 2차대전 후 핀란드 육군은 L-35를 전후 평시 동안 줄곧 사용하였으며 더 이상 하청하지 않았다. 그런데 VKT는 여전히 상당한 L-35 여분 부품을 보관하고 있었으므로 이번에는 해외 수출용으로 L-35를 제작했다. 당시 2,000정 이상이 생산되었으며, 그립에 VKT 표식 대신 새로운 회사 명칭은 발메트(Valmet)를 삽입했다. 일련번호 6800-9300.